# Campionatul Mondial de Fotbal 2018 Grupa H

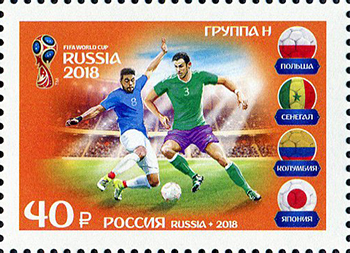
Timbru poştal din Rusia reprezentând Grupa H a Campionatul Mondial de Fotbal 2018.

Grupa H de la Campionatul Mondial de Fotbal 2018 a avut loc în perioada 19-28 iunie 2018. Grupa a constat din  Polonia,  Senegal,  Columbia, și  Japonia. Clasate pe primele două locuri,  Columbia și  Japonia au avansat în runda optimilor.

### Echipe
| Poziția tragerii | Echipa   | Bol | Confederația | Metoda calificării             | Data calificării  | Apariții în turneul final | Ultima apariție           | Cea mai bună performanță     | Clasamentul FIFA | Clasamentul FIFA |
| Poziția tragerii | Echipa   | Bol | Confederația | Metoda calificării             | Data calificării  | Apariții în turneul final | Ultima apariție           | Cea mai bună performanță     | octombrie 2017   | iunie 2018       |
| ---------------- | -------- | --- | ------------ | ------------------------------ | ----------------- | ------------------------- | ------------------------- | ---------------------------- | ---------------- | ---------------- |
| G1               | Polonia  | 1   | UEFA         | Câștigătorii UEFA Grupa E      | 8 octombrie 2017  | 8                         | 2006 (Faza Grupelor)      | Locul 3 (1974, 1982)         | 6                | 8                |
| G2               | Senegal  | 3   | CAF          | CAF A treia rundă câștigătorii | 10 noiembrie 2017 | 2                         | 2002 (sferturi de finală) | Sferturi de finală 2002      | 32               | 27               |
| G3               | Columbia | 2   | CONMEBOL     | CONMEBOL Round Robin Locul 4   | 10 octombrie 2017 | 6                         | 2014 (Sferturi de finală) | Sferturi de finală (2014)    | 13               | 16               |
| G4               | Japonia  | 4   | AFC          | Câștigătorii AFC Runda a treia | 31 august 2017    | 6                         | 2014 (Faza grupelor)      | Runda optimilor (2002, 2010) | 44               | 61               |

Note
1. ↑  Clasamentul din octombrie 2017 a fost folosit pentru tragerea la sorți.

## Clasament
| Loc | Echipa       | MJ | V | E | Î | GM | GP | DG | Pct | Calificare                      |
| --- | ------------ | -- | - | - | - | -- | -- | -- | --- | ------------------------------- |
| 1   | Columbia (A) | 4  | 2 | 0 | 2 | 4  | 2  | +2 | 6   | Avansează în Runda eliminatorie |
| 2   | Japonia (A)  | 3  | 1 | 1 | 1 | 4  | 4  | 0  | 4   | Avansează în Runda eliminatorie |
| 3   | Senegal (E)  | 3  | 1 | 1 | 1 | 4  | 4  | 0  | 4   |                                 |
| 4   | Polonia (E)  | 2  | 1 | 0 | 1 | 2  | 5  | −3 | 3   |                                 |

1. 1 2  Puncte Fair play: Japonia −4, Senegal −6.

## Meciurile
Toate orele sunt listate la ora Rusiei.

### Columbia vs Japonia
Cele două echipe s-au întâlnit în trei meciuri anterioare, cel mai recent într-un meci de la Campionatul Mondial de Fotbal 2014 faza grupelor, câștigat de Columbia cu 4–1.
| Columbia     | 1–2    | Japonia                    |
| ------------ | ------ | -------------------------- |
| Quintero 39' | Report | Kagawa 6' (pen.) Osako 73' |

| Columbia | Japonia |

| GK            | 1  | David Ospina           |     |     |
| RB            | 4  | Santiago Arias         |     |     |
| CB            | 23 | Dávinson Sánchez       |     |     |
| CB            | 3  | Óscar Murillo          |     |     |
| LB            | 17 | Johan Mojica           |     |     |
| CM            | 6  | Carlos Sánchez         | 3'  |     |
| CM            | 16 | Jefferson Lerma        |     |     |
| RW            | 11 | Juan Cuadrado          |     | 31' |
| AM            | 20 | Juan Fernando Quintero |     | 59' |
| LW            | 21 | José Izquierdo         |     | 70' |
| CF            | 9  | Radamel Falcao (c)     |     |     |
| Schimbări:    |    |                        |     |     |
| MF            | 5  | Wílmar Barrios         | 64' | 31' |
| MF            | 10 | James Rodríguez        | 86' | 59' |
| FW            | 7  | Carlos Bacca           |     | 70' |
| Manager:      |    |                        |     |     |
| José Pékerman |    |                        |     |     |

| GK            | 1  | Eiji Kawashima    | 90+4' |     |
| RB            | 19 | Hiroki Sakai      |       |     |
| CB            | 22 | Maya Yoshida      |       |     |
| CB            | 3  | Gen Shoji         |       |     |
| LB            | 5  | Yuto Nagatomo     |       |     |
| CM            | 17 | Makoto Hasebe (c) |       |     |
| CM            | 7  | Gaku Shibasaki    |       | 80' |
| RW            | 8  | Genki Haraguchi   |       |     |
| AM            | 10 | Shinji Kagawa     |       | 70' |
| LW            | 14 | Takashi Inui      |       |     |
| CF            | 15 | Yuya Osako        |       | 85' |
| Schimbări:    |    |                   |       |     |
| MF            | 4  | Keisuke Honda     |       | 70' |
| MF            | 16 | Hotaru Yamaguchi  |       | 80' |
| FW            | 9  | Shinji Okazaki    |       | 85' |
| Manager:      |    |                   |       |     |
| Akira Nishino |    |                   |       |     |

| Omul meciului: Yuya Osako (Japonia) Arbitrii asistenți: Jure Praprotnik (Slovenia) Robert Vukan (Slovenia) Al patrulea oficial: Mehdi Abid Charef (Algeria) Al cincelea oficial: Anouar Hmila (Tunisia) Arbitru asistent video: Danny Makkelie (Olanda) Arbitrii asistenți ai arbitrului video: Bastian Dankert (Germania) Sander van Roekel (Olanda) Felix Zwayer (Germania) |

### Poland vs Senegal
Cele două echipe nu s-au întâlnit niciodată înainte.
| Polonia        | 1–2    | Senegal                     |
| -------------- | ------ | --------------------------- |
| Krychowiak 86' | Report | Cionek 37' (aut.) Niang 60' |

| Polonia | Senegal |

| GK           | 1  | Wojciech Szczęsny      |     |     |
| RB           | 20 | Łukasz Piszczek        |     | 83' |
| CB           | 4  | Thiago Cionek          |     |     |
| CB           | 2  | Michał Pazdan          |     |     |
| LB           | 13 | Maciej Rybus           |     |     |
| CM           | 10 | Grzegorz Krychowiak    | 12' |     |
| CM           | 19 | Piotr Zieliński        |     |     |
| RW           | 16 | Jakub Błaszczykowski   |     | 46' |
| AM           | 7  | Arkadiusz Milik        |     | 73' |
| LW           | 11 | Kamil Grosicki         |     |     |
| CF           | 9  | Robert Lewandowski (c) |     |     |
| Schimbări:   |    |                        |     |     |
| DF           | 5  | Jan Bednarek           |     | 46' |
| FW           | 23 | Dawid Kownacki         |     | 73' |
| DF           | 18 | Bartosz Bereszyński    |     | 83' |
| Manager:     |    |                        |     |     |
| Adam Nawałka |    |                        |     |     |

| GK          | 16 | Khadim N'Diaye    |     |     |
| RB          | 22 | Moussa Wagué      |     |     |
| CB          | 3  | Kalidou Koulibaly |     |     |
| CB          | 6  | Salif Sané        | 49' |     |
| LB          | 12 | Youssouf Sabaly   |     |     |
| RM          | 10 | Sadio Mané (c)    |     |     |
| CM          | 13 | Alfred N'Diaye    |     | 87' |
| CM          | 5  | Idrissa Gueye     | 72' |     |
| LM          | 18 | Ismaïla Sarr      |     |     |
| CF          | 9  | Mame Biram Diouf  |     | 62' |
| CF          | 19 | M'Baye Niang      |     | 75' |
| Schimbări:  |    |                   |     |     |
| MF          | 11 | Cheikh N'Doye     |     | 62' |
| FW          | 14 | Moussa Konaté     |     | 75' |
| MF          | 8  | Cheikhou Kouyaté  |     | 87' |
| Manager:    |    |                   |     |     |
| Aliou Cissé |    |                   |     |     |

| Omul meciului: M'Baye Niang (Senegal) Arbitrii asistenți: Yaser Tulefat (Bahrain) Taleb Al Maari (Qatar) Al patrulea oficial: Abdulrahman Al-Jassim (Qatar) Al cincelea oficial: Mohamed Al Hammadi (Emiratele Arabe Unite) Arbitru asistent video: Artur Soares Dias (Portugalia) Arbitrii asistenți ai arbitrului video: Tiago Martins (Portugalia) Hernán Maidana (Argentina) Wilton Sampaio (Brazilia) |

### Japonia vs Senegal
Cele două echipe s-au confruntat de trei ori, cel mai recent într-un amical în 2003, câștigat de Senegal cu 1-0.
| Japonia            | 2–2    | Senegal            |
| ------------------ | ------ | ------------------ |
| Inui 34' Honda 78' | Report | Mané 11' Wagué 71' |

| Japonia | Senegal |

| GK            | 1  | Eiji Kawashima    |       |     |
| RB            | 19 | Hiroki Sakai      |       |     |
| CB            | 22 | Maya Yoshida      |       |     |
| CB            | 3  | Gen Shoji         |       |     |
| LB            | 5  | Yuto Nagatomo     |       |     |
| CM            | 17 | Makoto Hasebe (c) | 90+4' |     |
| CM            | 7  | Gaku Shibasaki    |       |     |
| RW            | 8  | Genki Haraguchi   |       | 75' |
| AM            | 10 | Shinji Kagawa     |       | 72' |
| LW            | 14 | Takashi Inui      | 68'   | 87' |
| CF            | 15 | Yuya Osako        |       |     |
| Schimbări:    |    |                   |       |     |
| MF            | 4  | Keisuke Honda     |       | 72' |
| FW            | 9  | Shinji Okazaki    |       | 75' |
| MF            | 11 | Takashi Usami     |       | 87' |
| Manager:      |    |                   |       |     |
| Akira Nishino |    |                   |       |     |

| GK          | 16 | Khadim N'Diaye    |       |     |
| RB          | 12 | Youssouf Sabaly   | 90'   |     |
| CB          | 3  | Kalidou Koulibaly |       |     |
| CB          | 6  | Salif Sané        |       |     |
| LB          | 22 | Moussa Wagué      |       |     |
| CM          | 17 | Badou Ndiaye      |       | 81' |
| CM          | 13 | Alfred N'Diaye    |       | 65' |
| CM          | 5  | Idrissa Gueye     |       |     |
| RF          | 18 | Ismaïla Sarr      |       |     |
| CF          | 19 | M'Baye Niang      | 59'   | 86' |
| LF          | 10 | Sadio Mané (c)    |       |     |
| Schimbări:  |    |                   |       |     |
| MF          | 8  | Cheikhou Kouyaté  |       | 65' |
| MF          | 11 | Cheikh N'Doye     | 90+1' | 81' |
| FW          | 9  | Mame Biram Diouf  |       | 86' |
| Manager:    |    |                   |       |     |
| Aliou Cissé |    |                   |       |     |

| Omul meciului: Sadio Mané (Senegal) Arbitrii asistenți: Elenito Di Liberatore (Italia) Mauro Tonolini (Italia) Al patrulea oficial: Abdulrahman Al-Jassim (Qatar) Al cincelea oficial: Taleb Al Maari (Qatar) Arbitru asistent video: Massimiliano Irrati (Italia) Arbitrii asistenți ai arbitrului video: Tiago Martins (Portugalia) Hernán Maidana (Argentina) Paolo Valeri (Italia) |

### Polonia vs Columbia
Cele două echipe s-au întâlnit în cinci meciuri, cel mai recent într-un amical din 2006, câștigat de Columbia 2-1.
| Polonia | 0–3    | Columbia                             |
| ------- | ------ | ------------------------------------ |
|         | Report | Mina 40' Falcao 70' Ju. Cuadrado 75' |

| Polonia | Columbia |

| GK           | 1  | Wojciech Szczęsny      |     |     |
| CB           | 20 | Łukasz Piszczek        |     |     |
| CB           | 5  | Jan Bednarek           | 61' |     |
| CB           | 2  | Michał Pazdan          |     | 80' |
| RM           | 18 | Bartosz Bereszyński    |     | 72' |
| CM           | 10 | Grzegorz Krychowiak    |     |     |
| CM           | 6  | Jacek Góralski         | 85' |     |
| LM           | 13 | Maciej Rybus           |     |     |
| RF           | 19 | Piotr Zieliński        |     |     |
| CF           | 9  | Robert Lewandowski (c) |     |     |
| LF           | 23 | Dawid Kownacki         |     | 57' |
| Schimbări:   |    |                        |     |     |
| MF           | 11 | Kamil Grosicki         |     | 57' |
| FW           | 14 | Łukasz Teodorczyk      |     | 72' |
| DF           | 15 | Kamil Glik             |     | 80' |
| Manager:     |    |                        |     |     |
| Adam Nawałka |    |                        |     |     |

| GK            | 1  | David Ospina           |  |     |
| RB            | 4  | Santiago Arias         |  |     |
| CB            | 23 | Dávinson Sánchez       |  |     |
| CB            | 13 | Yerry Mina             |  |     |
| LB            | 17 | Johan Mojica           |  |     |
| CM            | 8  | Abel Aguilar           |  | 32' |
| CM            | 5  | Wílmar Barrios         |  |     |
| RW            | 11 | Juan Cuadrado          |  |     |
| AM            | 20 | Juan Fernando Quintero |  | 73' |
| LW            | 10 | James Rodríguez        |  |     |
| CF            | 9  | Radamel Falcao (c)     |  | 78' |
| Schimbări:    |    |                        |  |     |
| MF            | 15 | Mateus Uribe           |  | 32' |
| MF            | 16 | Jefferson Lerma        |  | 73' |
| FW            | 7  | Carlos Bacca           |  | 78' |
| Manager:      |    |                        |  |     |
| José Pékerman |    |                        |  |     |

| Omul meciului: James Rodríguez (Columbia) Arbitrii asistenți: Marvin Torrentera (Mexic) Miguel Hernández (Mexic) Al patrulea oficial: Julio Bascuñán (Chile) Al cincelea oficial: Christian Schiemann (Chile) Arbitru asistent video: Mauro Vigliano (Argentina) Arbitrii asistenți ai arbitrului video: Gery Vargas (Bolivia) Roberto Díaz Pérez (Spania) Daniele Orsato (Italia) |

### Japonia vs Polonia
Cele două echipe s-au întâlnit de două ori, cel mai recent într-un joc amical în 2002, câștigat de Japonia 2–0.
| Japonia | 0-1    | Polonia      |
| ------- | ------ | ------------ |
|         | Report | Bednarek 59' |

| Japan | Poland |

| GK            | 1  | Eiji Kawashima (c) |     |     |
| RB            | 19 | Hiroki Sakai       |     |     |
| CB            | 22 | Maya Yoshida       |     |     |
| CB            | 20 | Tomoaki Makino     | 66' |     |
| LB            | 5  | Yuto Nagatomo      |     |     |
| CM            | 16 | Hotaru Yamaguchi   |     |     |
| CM            | 7  | Gaku Shibasaki     |     |     |
| RW            | 21 | Gōtoku Sakai       |     |     |
| AM            | 9  | Shinji Okazaki     |     | 47' |
| LW            | 11 | Takashi Usami      |     | 65' |
| CF            | 13 | Yoshinori Muto     |     | 82' |
| Schimbări:    |    |                    |     |     |
| FW            | 15 | Yuya Osako         |     | 47' |
| MF            | 14 | Takashi Inui       |     | 65' |
| MF            | 17 | Makoto Hasebe      |     | 82' |
| Manager:      |    |                    |     |     |
| Akira Nishino |    |                    |     |     |

| GK           | 22 | Łukasz Fabiański       |  |     |
| CB           | 18 | Bartosz Bereszyński    |  |     |
| CB           | 15 | Kamil Glik             |  |     |
| CB           | 5  | Jan Bednarek           |  |     |
| RM           | 21 | Rafał Kurzawa          |  | 79' |
| CM           | 10 | Grzegorz Krychowiak    |  |     |
| CM           | 6  | Jacek Góralski         |  |     |
| LM           | 3  | Artur Jędrzejczyk      |  |     |
| RF           | 19 | Piotr Zieliński        |  | 79' |
| CF           | 9  | Robert Lewandowski (c) |  |     |
| LF           | 11 | Kamil Grosicki         |  |     |
| Schimbări:   |    |                        |  |     |
| FW           | 14 | Łukasz Teodorczyk      |  | 79' |
| MF           | 17 | Sławomir Peszko        |  | 79' |
| Manager:     |    |                        |  |     |
| Adam Nawałka |    |                        |  |     |

| Omul meciului: Jan Bednarek (Polonia) Arbitrii asistenți: Jerson Dos Santos (Angola) Zakhele Siwela (Africa de Sud) Al patrulea oficial: Ricardo Montero (Costa Rica) Al cincelea oficial: Juan Carlos Mora (Costa Rica) Arbitru asistent video: Arbitrii asistenți ai arbitrului video: |

### Senegal vs Columbia
Cele două echipe s-au întâlnit doar o singură dată, un joc amical în 2014, care s-a încheiat cu un egal: 2-2.
| Senegal | 0-1    | Columbia |
| ------- | ------ | -------- |
|         | Report | Mina 74' |

| Senegal | Colombia |

| GK          | 16 | Khadim N'Diaye       |     |     |
| RB          | 21 | Lamine Gassama       |     |     |
| CB          | 6  | Salif Sané           |     |     |
| CB          | 3  | Kalidou Koulibaly    |     |     |
| LB          | 12 | Youssouf Sabaly      |     | 74' |
| RM          | 18 | Ismaïla Sarr         |     |     |
| CM          | 8  | Cheikhou Kouyaté (c) |     |     |
| CM          | 5  | Idrissa Gueye        |     |     |
| LM          | 10 | Sadio Mané           |     |     |
| CF          | 20 | Keita Baldé          |     | 80' |
| CF          | 19 | M'Baye Niang         | 51' | 86' |
| Schimbări:  |    |                      |     |     |
| DF          | 22 | Moussa Wagué         |     | 74' |
| FW          | 14 | Moussa Konaté        |     | 80' |
| FW          | 15 | Diafra Sakho         |     | 86' |
| Manager:    |    |                      |     |     |
| Aliou Cissé |    |                      |     |     |

| GK            | 1  | David Ospina           |     |     |
| RB            | 4  | Santiago Arias         |     |     |
| CB            | 23 | Dávinson Sánchez       |     |     |
| CB            | 13 | Yerry Mina             |     |     |
| LB            | 17 | Johan Mojica           | 45' |     |
| CM            | 15 | Mateus Uribe           |     | 83' |
| CM            | 6  | Carlos Sánchez         |     |     |
| RW            | 11 | Juan Cuadrado          |     |     |
| AM            | 20 | Juan Fernando Quintero |     |     |
| LW            | 10 | James Rodríguez        |     | 31' |
| CF            | 9  | Radamel Falcao (c)     |     | 89' |
| Schimbări:    |    |                        |     |     |
| FW            | 14 | Luis Muriel            |     | 31' |
| MF            | 16 | Jefferson Lerma        |     | 83' |
| FW            | 19 | Miguel Borja           |     | 89' |
| Manager:      |    |                        |     |     |
| José Pékerman |    |                        |     |     |

| Omul meciului: Yerry Mina (Columbia) Arbitrii asistenți: Milovan Ristić (Serbia) Dalibor Đurđević (Serbia) Al patrulea oficial: Bamlak Tessema Weyesa (Etiopia) Al cincelea oficial: Hasan Al Mahri (Emiratele Arabe Unite) Arbitru asistent video: Arbitrii asistenți ai arbitrului video: |

## Disciplină
Puncte de fair-play, care sunt folosite ca tie-break în cazul în care înregistrările generale și cap-la-cap ale echipelor sunt egale, sunt calculate pe baza cartonașelor galbene și roșii primite în toate meciurile din grupă după cum urmează: 
- Primul cartonaș galben: minus 1 punct;
- Indirect cartonaș roșu (al doilea cartonaș galben): minus 3 puncte;
- Cartonaș roșu direct: minus 4 puncte;
- Cartonaș galben și un cartonaș roșu direct: minus 5 puncte;

Doar una dintre penalizările de mai sus se aplică unui jucător într-un singur meci.
| Echipa   | Meciul 1        | Meciul 1                               | Meciul 1      | Meciul 1                        | Meciul 2        | Meciul 2                               | Meciul 2      | Meciul 2                        | Meciul 3        | Meciul 3                               | Meciul 3      | Meciul 3                        | Puncte |
| Echipa   | Cartonaș galben | Cartonaș galben · Cartonaș galben-roșu | Cartonaș roșu | Cartonaș galben · Cartonaș roșu | Cartonaș galben | Cartonaș galben · Cartonaș galben-roșu | Cartonaș roșu | Cartonaș galben · Cartonaș roșu | Cartonaș galben | Cartonaș galben · Cartonaș galben-roșu | Cartonaș roșu | Cartonaș galben · Cartonaș roșu | Puncte |
| -------- | --------------- | -------------------------------------- | ------------- | ------------------------------- | --------------- | -------------------------------------- | ------------- | ------------------------------- | --------------- | -------------------------------------- | ------------- | ------------------------------- | ------ |
| Japonia  | 1               |                                        |               |                                 | 2               |                                        |               |                                 | 1               |                                        |               |                                 | −4     |
| Polonia  | 1               |                                        |               |                                 | 2               |                                        |               |                                 |                 |                                        |               |                                 | −3     |
| Senegal  | 2               |                                        |               |                                 | 3               |                                        |               |                                 | 1               |                                        |               |                                 | −6     |
| Columbia | 2               |                                        | 1             |                                 |                 |                                        |               |                                 | 1               |                                        |               |                                 | −7     |